# Marathon de la vitesse
Le Marathon de la vitesse ou Marathon de contrôle de la vitesse ou speedmarathon est une opération de contrôle coordonné de la vitesse pendant 24 heures dans plusieurs pays européens.
À cette occasion, les citoyens peuvent proposer des lieux de contrôle de vitesse.
L’événement permet aux forces de l'ordre de sensibiliser pendant 24 heures les conducteurs aux dangers liés à la vitesse.

## Historique
En 2015, 22 pays participent au marathon de la vitesse: Irlande, Belgique, Bulgarie, Chypre, Allemagne, Estonie, Finlande, Hongrie, Croatie, Italie, Lettonie, Lituanie, Luxembourg, Malte, Pays-Bas, Norvège (non membre de l'UE), Portugal, Roumanie, Slovaquie, Slovénie, Serbie et Royaume-Uni.
En 2019, le speed marathon a lieu le 3 avril. 26 pays participent au speed marathon, dont le Luxembourg et plusieurs landers allemands, et en Rapublique tchèque, et en Roumanie.
Cette année là, 1.087.511 véhicules ont été contrôlés par les polices belges.
Le douzième marathon de la vitesse est prévu le mardi 8 octobre 2019 à six heures pour une durée de 24 heures.